# ティム・マッキントッシュ
ティモシー・アレン・マッキントッシュ（Timothy Allen McIntosh , 1965年3月21日 - ）は、アメリカ合衆国ミネソタ州出身の元プロ野球選手（内野手）。1995年に日本ハムファイターズに所属した。

## 来歴・人物
1986年のドラフト3巡目でミルウォーキー・ブルワーズに入団。1990年、メジャー初昇格。1991年には3Aデンバーで打点王を獲得
モントリオール・エクスポズ（1993年）、ミネソタ・ツインズ3Aソルトレイク・バズ（1994年）を経て、1995年に日本ハムファイターズに入団。背番号9。
米国時代には捕手、または外野手としての起用が多かったが、日本ハム在籍中は一塁手を務め、56試合に出場し15打点、3本塁打を記録した。
捕手もできるということから、1995年7月の阪神大震災復興支援チャリティードリームゲーム（日本人と外国人の対抗のオールスターゲーム）では、当時のロッテの監督であったボビー・バレンタインの発案によりマスクをかぶる予定であったが、打撃不振のため、6月には解雇された（結局、チャリティードリームゲームでは野球留学経験のある2人の日本人捕手が出場することとなり、ロッテの定詰雅彦がジョー、巨人の大久保博元がデーブと名乗ってマスクを被った）。
外国人選手では珍しい、任意引退扱いでの退団だった。
1999年に独立リーグでプレーしたのを最後に引退した。
日本ハムは、この年マッキントッシュの退団によってバーナード・ブリトーを急遽獲得することとなる。

## エピソード
趣味はパソコン。当時、テレビ埼玉のナイター中継中に、実況アナウンサーに「パソコンが趣味ですが、使っているのは名前（＝マッキントッシュ・Mac）とは違うものだということです」と言われていた。古谷実のコミック作品『行け!稲中卓球部』で、級友「今日、うちにマックが来るんだぜ！」井沢「なぜ、あいつのうちにマックが!?」級友「井沢君、マックじゃないよ。マッキントッシュだよ」井沢「日ハムの？」というギャグにも使われた。連載当時には既に退団していたので、「そいつは球拾いして帰った」というオチが付いている。マッキントッシュという長い名前は、応援団も苦心。「ティム」とコールすることにしたが、タイムリーを打ったイニングのあとに讃えるコールをしても本人が聴き取れず無反応だった。日本人が「ティ～ッムッ!」とコールしてもわからないのは当然であった。
また、バットを握る際に両手のあいだが握り拳一つ程度開いた形の打撃フォーム（松本哲也などの天秤打法とは違い、バットは立てている）が特徴だったが、ゆえに早くから日本野球への適応を疑う声が上がっており、結果的にはその懸念が当たる形になった。

## 詳細情報

### 年度別打撃成績
| 年 度    | 球 団    | 試 合 | 打 席 | 打 数 | 得 点 | 安 打 | 二 塁 打 | 三 塁 打 | 本 塁 打 | 塁 打 | 打 点 | 盗 塁 | 盗 塁 死 | 犠 打 | 犠 飛 | 四 球 | 敬 遠 | 死 球 | 三 振 | 併 殺 打 | 打 率 | 出 塁 率 | 長 打 率 | O P S |
| -------- | -------- | ----- | ----- | ----- | ----- | ----- | -------- | -------- | -------- | ----- | ----- | ----- | -------- | ----- | ----- | ----- | ----- | ----- | ----- | -------- | ----- | -------- | -------- | ----- |
| 1990     | MIL      | 5     | 5     | 5     | 1     | 1     | 0        | 0        | 1        | 4     | 1     | 0     | 0        | 0     | 0     | 0     | 0     | 0     | 2     | 0        | .200  | .200     | .800     | 1.000 |
| 1991     | MIL      | 7     | 11    | 11    | 2     | 4     | 1        | 0        | 1        | 8     | 1     | 0     | 0        | 0     | 0     | 0     | 0     | 0     | 4     | 0        | .364  | .364     | .727     | 1.091 |
| 1992     | MIL      | 35    | 84    | 77    | 7     | 14    | 3        | 0        | 0        | 17    | 6     | 1     | 3        | 1     | 1     | 3     | 0     | 2     | 9     | 1        | .182  | .229     | .221     | .450  |
| 1993     | MIL      | 1     | 0     | 0     | 0     | 0     | 0        | 0        | 0        | 0     | 0     | 0     | 0        | 0     | 0     | 0     | 0     | 0     | 0     | 0        | ----  | ----     | ----     | ----  |
| 1993     | MON      | 20    | 21    | 21    | 2     | 2     | 1        | 0        | 0        | 3     | 2     | 0     | 0        | 0     | 0     | 0     | 0     | 0     | 7     | 0        | .095  | .095     | .143     | .238  |
| '93計    | MON      | 21    | 21    | 21    | 2     | 2     | 1        | 0        | 0        | 3     | 2     | 0     | 0        | 0     | 0     | 0     | 0     | 0     | 7     | 0        | .095  | .095     | .143     | .238  |
| 1995     | 日本ハム | 56    | 205   | 191   | 16    | 42    | 6        | 0        | 3        | 57    | 15    | 0     | 0        | 1     | 0     | 12    | 1     | 1     | 42    | 2        | .220  | .270     | .298     | .568  |
| 1996     | NYY      | 3     | 3     | 3     | 0     | 0     | 0        | 0        | 0        | 0     | 0     | 0     | 0        | 0     | 0     | 0     | 0     | 0     | 0     | 0        | .000  | .000     | .000     | .000  |
| MLB：5年 | MLB：5年 | 71    | 124   | 117   | 12    | 21    | 5        | 0        | 2        | 32    | 10    | 1     | 3        | 1     | 1     | 3     | 0     | 2     | 22    | 1        | .179  | .211     | .274     | .485  |
| NPB：1年 | NPB：1年 | 56    | 205   | 191   | 16    | 42    | 6        | 0        | 3        | 57    | 15    | 0     | 0        | 1     | 0     | 12    | 1     | 1     | 42    | 2        | .220  | .270     | .298     | .568  |

### 記録
NPB
- 初出場・初先発出場：1995年4月1日 対近鉄バファローズ1回戦（藤井寺球場）、5番・一塁手で出場
- 初安打：同上、二塁打
- 初本塁打：1995年4月1日 対オリックスブルーウェーブ2回戦（東京ドーム）、長谷川滋利からソロ

### 背番号
- 26 （1990年 - 1993年）
- 35 （1993年）
- 9 （1995年）
- 60 （1996年）